# تومي سميث (لاعب ألعاب قوى)
تومي سي سميث (من مواليد 6 يونيو 1944) هو لاعب ألعاب القوى أمريكي ولاعب كرة قدم أمريكية في دوري كرة القدم الأمريكية، فاز في 24 عامًا من عمره بالميدالية الذهبية في نهائي سباق 200 متر في دورة الألعاب الأولمبية الصيفية 1968 بتحقيق رقم قياسي بلغ 19.83 ثانية وهي المرة الأولى التي يتم فيها كسر حاجز 20 ثانية رسميًا. تسببت تحية القوة السوداء التي قام بها مع جون كارلوس على منصة التتويج بالميدالية في جدل اعتُبر تسييسًا للألعاب الأولمبية، وتظل لحظة خالدة في تاريخ الأولمبياد وحركة القوة السوداء.

## نشأته ومسيرته المهنية
ولد تومي سميث في 6 يونيو 1944 في كلاركسفيل، تكساس، وكان السابع من بين اثني عشر طفلاً ولدوا لريتشارد ودورا سميث. عانى من الالتهاب الرئوي عندما كان طفلاً، لكنه كبر ليصبح شابًا رياضيًا. أثناء حضوره مدرسة ليمور الثانوية في ليمور، كاليفورنيا، أظهر سميث إمكانات كبيرة، حيث سجل معظم الأرقام القياسية للمدرسة، والتي لا يزال العديد منها قائمًا. فاز بسباق 440 ياردة في لقاء اتحاد كاليفورنيا للجري عام 1963. تم التصويت له باعتباره "الرياضي الأكثر قيمة" في ليمور في كرة السلة، كرة القدم، وألعاب القوى، وانتخب أيضًا نائبًا لرئيس فصله الدراسي. وقد نال بفضل إنجازاته منحة دراسية في جامعة ولاية سان خوسيه .